# Volby do Národního shromáždění 1964
Volby do Národního shromáždění se konaly v neděli dne 14. června 1964. Bylo v nich zvoleno 300 poslanců Národního shromáždění Československé socialistické republiky.

## Výsledky
|                |                                |                |           |        |         |        |  |
| Strana         | Strana                         | Strana         | Hlasy     | %      | Mandáty | %      |  |
|                | Národní fronta Čechů a Slováků | KSČ            | 9 412 309 | 99,94  | 145     | 100,00 |  |
| KSS            | Národní fronta Čechů a Slováků | 72             | 9 412 309 | 99,94  |         | 100,00 |  |
| nestraníci     | Národní fronta Čechů a Slováků | 28             | 9 412 309 | 99,94  |         | 100,00 |  |
| ČSS            | Národní fronta Čechů a Slováků | 24             | 9 412 309 | 99,94  |         | 100,00 |  |
| ČSL            | Národní fronta Čechů a Slováků | 20             | 9 412 309 | 99,94  |         | 100,00 |  |
| SSO            | Národní fronta Čechů a Slováků | 6              | 9 412 309 | 99,94  |         | 100,00 |  |
| SSl.           | Národní fronta Čechů a Slováků | 5              | 9 412 309 | 99,94  |         | 100,00 |  |
|                | Bílé lístky                    | Bílé lístky    | 6 040     | 0,06   | —       | —      |  |
| Platné hlasy   | Platné hlasy                   | Platné hlasy   | 9 418 349 | 99,85  |         |        |  |
| Neplatné hlasy | Neplatné hlasy                 | Neplatné hlasy | 13 798    | 0,15   |         |        |  |
| Celkem         | Celkem                         | Celkem         | 9 432 147 | 100,00 | 300     | 100,00 |  |